# Kim Kwang-min
Kim Kwang-min (parfois orthographié Kim Gwang-min, en Coréen : 김광민) est un footballeur international puis entraîneur nord-coréen évoluant au poste de défenseur. Il participe notamment avec sa sélection à la phase finale de la Coupe d'Asie des nations 1992, inscrivant deux buts. C'est l'actuel sélectionneur de l'équipe féminine de Corée du Nord.

## Biographie
On sait peu de choses sur la carrière en club de Kim Kwang-min, le championnat nord-coréen étant amateur.
Convoqué en équipe nationale nord-coréenne dès 1985, il participe aux campagnes de qualifications pour trois Coupes du monde, en 1986, 1990 et 1994. Il est appelé pour la première fois le 19 janvier 1985 afin d'affronter la sélection de Singapour. En 1990, il fait partie du groupe nord-coréenne qui participe à l'édition inaugurale de la Dynasty Cup, qui devient à partir de 2003 la Coupe d'Asie de l'Est de football.
Le joueur se révèle vraiment lors de la phase finale asiatique puisqu'il marque les deux seuls buts de sa sélection en trois rencontres. Il ouvre tout d'abord le score face au pays hôte, le Japon qui parvient à égaliser à dix minutes de la fin du match. Il marque également le premier but de la partie face aux Émirats arabes unis, qui s'imposent finalement deux buts à un.
Kim marque à nouveau un but lors du tour final des éliminatoires pour la Coupe du monde, face à l'Irak, battu 3-2, pour ce qui reste la seule victoire des Chollimas lors de cet ultime stade des qualifications, qu'ils terminent à la dernière place. Il inscrit également un but lors d'une rencontre amicale gagnée face à la Bolivie 2 à 1 lors de la Nehru Cup 1993.
Depuis 2007, il est l'entraîneur principal de l'équipe féminine de Corée du Nord, qu'il dirige notamment lors des phases finales des Coupe du monde 2007 en Chine et 2011 en Allemagne. Les Nord-Coréennes atteignent les quarts de finale lors de l'édition 2007, le meilleur résultat obtenu par la sélection en Coupe du monde. Il remporte également la Coupe d'Asie des nations 2008 et est sur le banc nord-coréen lors du tournoi de football des Jeux olympiques de Pékin.

## Palmarès
- Avec la sélection féminine de Corée du Nord :
  - Vainqueur de la Coupe d'Asie des nations de football féminin 2008
  - Finaliste de la Coupe d'Asie de football féminin 2010
  - Finaliste de la Coupe d'Asie de l'Est de football féminin 2008